# فارص
فارص (بالعبرية: פֶּרֶץ) و (بالإنجليزية: Perez)‏ ومعنى اسمه هو الغار هو ابنة يهوذا بن يعقوب وزوجته ثامار وتوأم زارح، وذكر بأنه أحد أجداد داود والمسيح حسب ما ذكر في إنجيل متى وإنجيل لوقا وأيضاً في سفر راعوث.